# Gustav Nehrlich

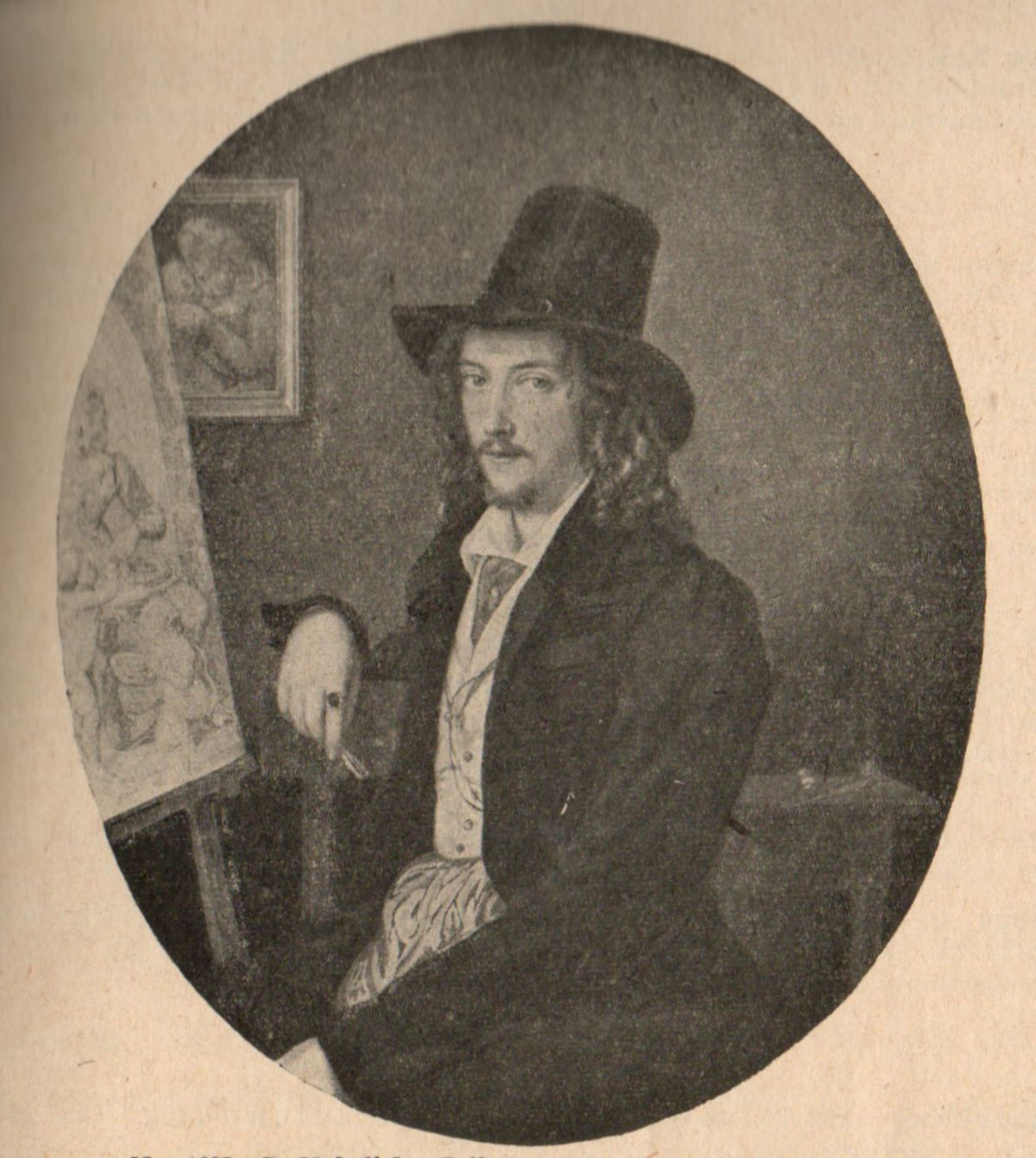
Gustav Nehrlich

Gustav Nehrlich (* 24. Oktober 1805 in Hechingen; † 5. März 1840 in München) war ein deutscher Maler.

## Familie
Nehrlich erhielt den ersten Malunterricht von seinem aus Eisenach stammenden Vater Johann Carl Nehrlich (* 11. Oktober 1773; † 1849). Carl war anfangs Pastor in Hechingen, doch wegen eines Brustleidens wechselte er den Beruf und wurde Hofzeichnungsmeister in Hechingen. Später unterrichtete er an der Karlsruher Hoftheaterschule. Er hatte 1794 in Jena studiert und betätigte sich zunächst als Dichter und Schriftsteller sowie als Sammler von Volksliedern. Allerdings soll er schon 1788 mit fünfzehn Jahren ein Porträt Goethes nach Gottlob August Liebe angefertigt haben. Carl Nehrlich zeichnete über vierhundert Lieder auf, von denen mehr als neunzig in die Volksliedsammlung Des Knaben Wunderhorn von Clemens Brentano und Achim von Arnim aufgenommen wurden. Seit 1802 war er mit der gebürtigen Schweizerin Maria (geborene Ritsch) verheiratet. Das Ehepaar hatte vier in Hechingen geborene Kinder.

## Leben
Gustav Nehrlich lernte um 1825 ein Jahr in Paris bei dem Miniaturmaler Jean-Baptiste Isabey und studierte ab dem 3. Februar 1829 an der Kunstakademie in München Miniaturmalerei, ehe er 1831 nach Karlsruhe zurückkehrte. Er schuf vor allem für die badischen Großherzöge Ludwig I., Leopold und deren Hofhaltungen, sowie in geringem Umfange für den bayerischen König Ludwig I. Porträtzeichnungen und Miniaturen. Als Beispiele seiner Porträts bekannter Persönlichkeiten sind zu nennen Henriette Sontag, Niccolò Paganini und Bertel Thorvaldsen. Ferner sind 16 Illustrationen zu Goethes Faust bekannt. 1864 wurden 8 von ihnen mit Erläuterungen von Heinrich Düntzer veröffentlicht; die Drucke nach Nehrlichs Konturzeichnungen schuf Friedrich Schepperlen. Gustavs Vater Karl hatte die ursprünglichen Zeichnungen an Goethe geschickt, nachdem er sie ihm zuvor in einem langen Brief vom August 1831 beschrieben hatte. Für die Zusendung der Zeichnungen bedankte sich Goethe am 19. September in einem Brief an Nehrlichs Vater:

„Daß ein wohlgepacktes Portefeuille, enthaltend Zeichnungen von Gustav Nehrlich nach Goethe’s Faust, glücklich angekommen und den Weimarischen Kunstfreunden Gelegenheit gegeben hat, an dem vorzüglichen Talent eines geistreichen jungen Künstlers sich zu ergötzen, wird dessen Herrn Vater hiedurch angezeigt, vorbehaltlich des Weiteren. Glückwünschend ergebnst [sic!] J. W. v. Goethe. Weimar den 19. September 1831.“

Im Weimarer Kreis wurden die Bilder gelobt, aber als noch nicht ausgereift beurteilt. Ein Selbstporträt aus dem Jahr 1839 (oder 1829) zeigt Gustav Nehrlich mit Hut vor einer Staffelei sitzend. Ein Porträt des Kaufmannes Ludwig Gloeckler von Nehrlichs Hand wurde 1991 zum Verkauf angeboten. Ein Parallelbild dazu ist Joseph Webers Gemälde Au premier coup, auf dem Gloeckler in derselben Haltung und derselben Kleidung zu sehen ist wie in Nehrlichs Darstellung.
Von 1832 bis 1838 lieferte Nehrlich zahlreiche Illustrationen für das „Karlsruher Unterhaltungsblatt“, das vom Verlag C. F. Müller herausgegeben wurde. Er lebte bis Anfang 1839 in Karlsruhe und verzog mit seiner Familie nach München. Dort verstarb bereits im September seine Frau Jakobine im Alter von 29 Jahren. Das Ehepaar hatte fünf kleine Kinder. Vor und nach dem Tode Gustavs kümmerte sich seine Schwester Auguste, eine Balletttänzerin und Blumenmacherin, um sie. Nehrlichs letzter Auftrag war eine für ihn ungewohnte, monumentale Darstellung des Jüngsten Gerichts, die er im Auftrag des Grafen Pawel Nikolajewitsch Demidow, für den er in den letzten Jahren gegen Gehalt arbeitete, hätte anfertigen sollen. Das über mehrere Jahre angelegte Vorhaben kam jedoch nicht über eine Vorzeichnung auf Karton hinaus. Demidow starb wenige Wochen nach Nehrlich im April 1840. Der Graf und sein Bruder Anatole hatten die Erziehung und Unterstützung der verwaisten Kinder  finanziell auf lange Sicht abgesichert.

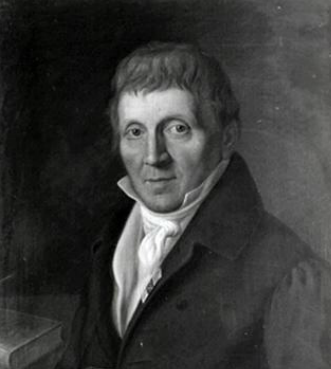
Joseph Freiherr von Baader

## Werke (Auswahl)
- 1830 oder 1832: Kaspar Hauser, 1812–1833[20]
- 1831: Joseph Freiherr von Baader, Haus der Bayerischen Geschichte[21]
- 1837: Gustav IV., Adolf, 1778–1837 auf dem Totenbett Nationalmuseum Stockholm[22]